# Edward Sternaman
Edward Sternaman, meglio noto come Dutch (Chicago, 9 febbraio 1895 – Chicago, 1º febbraio 1973), è stato un giocatore di football americano statunitense che ha militato per tutta la carriera con i Chicago Bears nella National Football League (NFL) di cui fu anche co-proprietario.

## Carriera
Sternaman al college giocò a football con gli Illinois Fighting Illini. Nel 1920, quando George Halas assunse il controllo dei Chicago Staleys, Sternaman fu il primo giocatore a firmare per la squadra. Nella sua prima stagione segnò 11 touchdown su corsa. Fu anche un placekicker, segnando 21 field goal e 28 extra point in carriera. Quando la squadra si trasferì a Chicago nel 1921, Halas cedette a Sternaman il 50% del club. Al termine della stagione i due si scontrarono con l'agente Bill Harley per la proprietà degli Staleys e furono dichiarati dall'American Professional Football Association (ora National Football League) come proprietari con un voto di 8-2. Gli Staleys furono rinominati Bears nel 1922. Joey Sternaman, fratello minore di Dutch, giocò anch'egli per la squadra.
Durante la Grande depressione, Sternaman perse soldi in cattivi investimenti e fu costretto a vendere ad Halas la sua quota dei Bears. L'accordo aveva una scadenza per Halas per compiere il pagamento finale o avrebbe perso tutto quello che aveva investito con Sternaman. Secondo Halas, il pagamento avvenne solo a pochi minuti dal termine di tale scadenza.

## Palmarès
- Campionati NFL : 1

Chicago Staleys: 1921